# Simplex Motor Vehicle Company
Simplex Motor Vehicle Company war ein US-amerikanischer Hersteller von Automobilen.

## Unternehmensgeschichte
Ralph Otto Hood stellte 1899 sein erstes Fahrzeug her. Erst im April 1900 gründete er das Unternehmen in Danvers in Massachusetts. Er setzte die Produktion von Automobilen fort. Der Markenname lautete offiziell Hood. Außerdem sind die Namen Electronomic Steamer und Simplex Steamer überliefert. 1901 endete die Produktion.
Soweit bekannt, entstanden mindestens zwei Fahrzeuge. Zwei sind erhalten geblieben.

## Fahrzeuge
Hood stellte Dampfwagen her. Sie entsprachen weitgehend anderen Dampfwagen der damaligen Zeit. Ungewöhnlich war, dass der Dampfmotor vier Zylinder hatte, während viele Konkurrenten Zweizylindermotoren verwendeten.
Die Höchstgeschwindigkeit war mit 48 km/h angegeben. Der Neupreis betrug 1000 US-Dollar.